# Дымчатый лесной сокол
Ды́мчатый лесно́й со́кол (лат. Micrastur mirandollei) — вид хищных птиц из семейства соколиных (Falconidae). Подвидов не выделяют. Распространён в Центральной и Южной Америке.

## Описание
Дымчатый лесной сокол достигает длины 40—44 см, размах крыльев от 65 до 71 см; самцы в среднем весят 420 г, а самки от 500 до 556 г. Половой диморфизм в окрасе оперения не выражен. У взрослых особей верхняя часть сланцево-серая, темнее на темени и хвосте, но бледнее на щеках; без отметин, за исключением нескольких разбросанных тёмных полос. Хвост короче, чем у других видов рода Micrastur, с тремя нечёткими светлыми полосами и узким белым кончиком. Нижняя часть тела и испод крыльев белые или слегка охристые, с узкими тёмными полосами и черноватыми кончиками на маховых перьях. Радужная оболочка от тёмно-коричневой до желтовато-коричневой, восковица зеленовато-жёлтая, ноги и ступни ярко-жёлтые. Молодые особи тёмно-коричневато-серые сверху; грязно-белые или тёмно-желтовато-охристые снизу (особенно грудь). Перья  с буро-коричневой окантовкой, что создает чешуйчатый эффект окраски оперения.

## Крики
Дымчатого лесного сокола слышно в основном в сумерках или на рассвете. Крики представлены серией из 8—13 носовых нот «kiiih» или «kaaah», начальные 3—4 ноты становятся последовательно длиннее и ниже по тону, а следующие 4—6 постепенно становятся выше по тону, тогда как последние 2—3 ноты имеют ровную высоту; в то время как громкость увеличивается на протяжении всей серии. Во время охоты на птиц издаёт высокое «eek-eek-eek...», которое длится в течение 8—10 секунд с интервалом около 20 секунд.

## Распространение и места обитания
Дымчатый лесной сокол распространён в Центральной и Южной Америке от Коста-Рики и Панамы до Колумбии и на юг вдоль западного склона Анд до северо-запада Эквадора (Эсмеральдас) и к востоку до Гайаны и севера Бразилии (северо-восток штата Пара) и к югу до центра Боливии.
Естественными местами обитания являются низменный тропический дождевой лес, часто в довольно нетронутых частях и часто вблизи ручьёв и рек, а также высокий вторичный лес и иногда довольно открытые области. Встречается на высоте от уровня моря до 500 м над уровнем моря, но в основном ниже 200 м.

## Биология
Дымчатый лесной сокол охотится в средних и нижних ярусах леса, иногда на земле. В состав рациона входят птицы, например, темнолицая тростниковая танагра (Mitrospingus cassinii), ящерицы и змеи. Биология размножения не описана.